# Alfabeto letón
El alfabeto letón (en letón: latviešu alfabēts) es una variante del alfabeto latino utilizado para escribir el letón, una lengua báltica. Consta de 33 letras de las cuales 11 son diacríticas.

## Historia

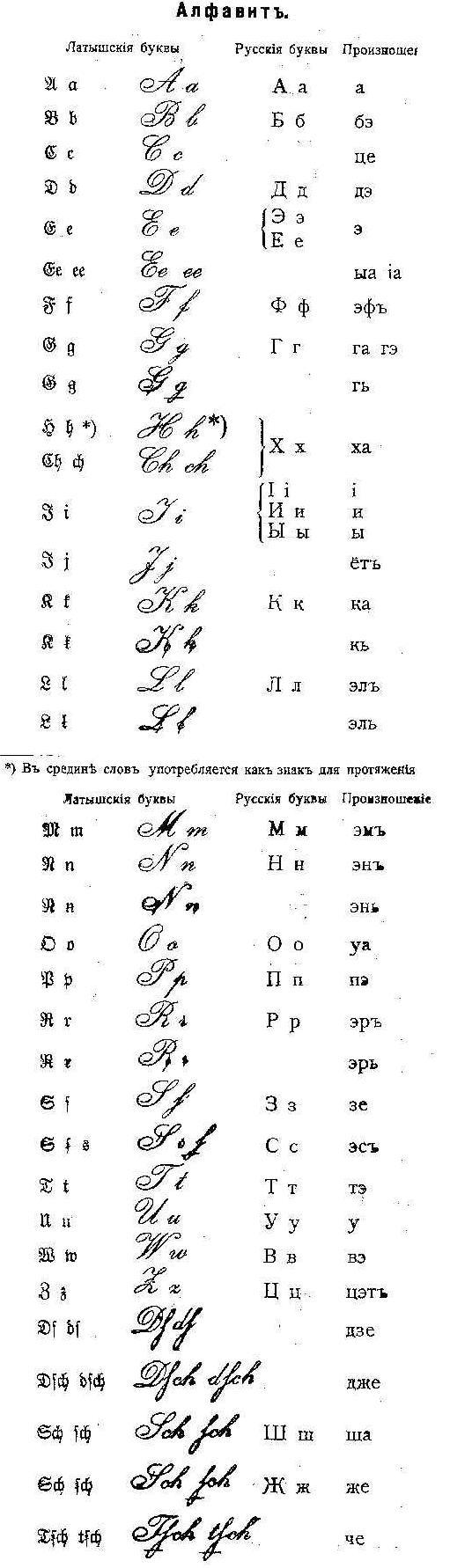
Ortografía de letón antiguo.

Desarrollada en el siglo XVII por sacerdotes alemanes, la ortografía letona se basa principalmente en la ortografía alemana y no representa fonémicamente los sonidos del letón. En 1631, el sacerdote alemán Georgs Mancelis sistematizó la hasta entonces caótica ortografía, indicando las longitudes de las vocales según su posición en las palabras, y escribiendo las consonantes con varias letras como se hace en alemán. Esta antigua ortografía usa letras tachadas diagonalmente ⟨Ꞡ ꞡ, Ꞣ ꞣ, Ł ł, Ꞥ ꞥ, Ꞧ ꞧ, Ꞩ ꞩ ẜ⟩ para las letras palatalizadas (como la L barrada polaca) y utiliza principalmente es estilo fraktur.
De 1908 a 1911, una comisión de ortografía definió una reforma ortográfica que fue adoptada lentamente. Esta comisión está compuesta por K. Mīlenbahs, J. Endzelīns, J. Kalniņš, M. Ārons, J. Birznieks, Francis Trasuns, M. Siliņš, Spr. Paegle y V. Maldoņs por cooptación. Su reforma se aprobó parcialmente por decreto en marzo de 1919, con cambios realizados en un decreto del 3 de diciembre de 1920 para que se adoptaran el primero de julio siguiente. Finalmente, un decreto del 18 de julio de 1922 ordenó su adopción en las escuelas el primero de agosto de 1922 y en la administración el primero de enero de 1923.
En 1935, una ley sobre el idioma oficial de Letonia decretó que se utilizaría el estilo latino (antiqua) en lugar de la fraktur en todas las publicaciones a partir de 1936. En 1937, una nueva comisión ortográfica comenzó a trabajar sobre el alfabeto letón, la ortografía de los nombres extranjeros, el uso del macrón en los verbos y la exclusión de la ⟨Ŗ ŗ⟩ y de ⟨ch⟩; distanciándose de las obras de Mīlenbahs, Šmits y Endzelīns. La reforma se promulgó en 1938, causando un gran revuelo en la sociedad y siendo parcialmente cancelada en 1939. En 1940, una revisión modernizó la ortografía.
El 5 de junio de 1946, una ley de la República Socialista Soviética de Letonia sustituye la ⟨Ŗ ŗ⟩ por la R normal. Reformas similares reemplazan el uso de los grafemas ⟨Ch ch⟩ por ⟨H h⟩ y ⟨Ō ō⟩ por ⟨O o⟩. Algunos autores y publicacaciones como el periódico Brīvā Latvija (destinado a la diáspora letona) todavía utilizan las letras antiguas.

## Letras
| Letra | Nombre   | AFI           | Letra manuscrita |
| ----- | -------- | ------------- | ---------------- |
| A, a  | a        | /ɑ/           | A a              |
| Ā, ā  | garais ā | /ɑː/          | Ā ā              |
| B, b  | bē       | /b/           | B b              |
| C, c  | cē       | /ts/          | C c              |
| Č, č  | čē       | /tʃ/          | Č č              |
| D, d  | dē       | /d/           | D d              |
| E, e  | e        | /e/,/æ/       | E e              |
| Ē, ē  | garais ē | /eː/,/æː/     | Ē ē              |
| F, f  | ef       | /f/           | F f              |
| G, g  | gā       | /g/           | G g              |
| Ģ, ģ  | ģē       | /ɟ/           | Ģ ģ              |
| H, h  | hā       | /x/,/h/       |                  |
| I, i  | i        | /i/           | I i              |
| Ī, ī  | garais ī | /iː/          | Ī ī              |
| J, j  | jē       | /j/           | J j              |
| K, k  | kā       | /k/           | K k              |
| Ķ, ķ  | ķē       | /c/           | Ķ ķ              |
| L, l  | el       | /l/           | L l              |
| Ļ, ļ  | eļ       | /ʎ/           | Ļ ļ              |
| M, m  | em       | /m/           | M m              |
| N, n  | en       | /n/,/ŋ/       | N n              |
| Ņ, ņ  | eņ       | /ɲ/           | Ņ ņ              |
| O, o  | o        | /ua̯/,/o/,/oː/ | O o              |
| P, p  | pē       | /p/           | P p              |
| R, r  | er       | /r/,/rʲ/      | R r              |
| S, s  | es       | /s/           | S s              |
| Š, š  | eš       | /ʃ/           | Š š              |
| T, t  | tē       | /t/           | T t              |
| U, u  | u        | /u/           | U u              |
| Ū, ū  | garais ū | /uː/          | Ū ū              |
| V, v  | vē       | /v/           | V v              |
| Z, z  | zē       | /z/           | Z z              |
| Ž, ž  | žē       | /ʒ/           | Ž ž              |